# 山崎公園

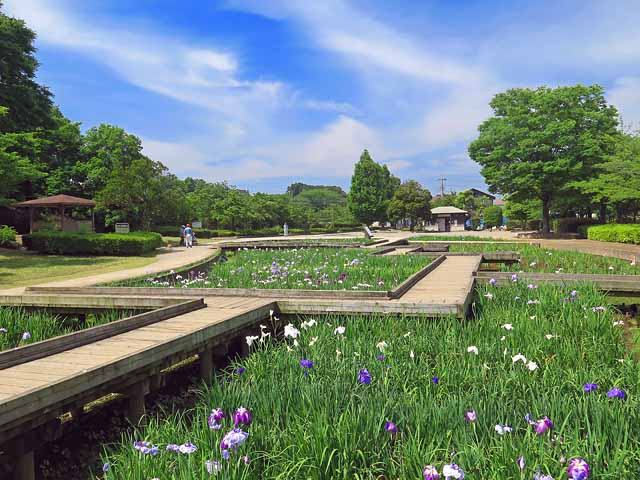
山崎公園

山崎公園（やまざきこうえん）は埼玉県富士見市水子の富士見江川沿いの低地に整備された公園で、別名「せせらぎ菖蒲園」と呼ばれている。

## 概要
公園は富士見市の市制施行20周年記念事業として計画され、1994年（平成6年）4月にオープンした。
約1000平方メートルの敷地内にある多数の菖蒲田には5000株もの花菖蒲が植えられ、別名「せせらぎ菖蒲園」の愛称で親しまれている。品種は江戸系、肥後系、伊勢系、外国系など約60種で、江戸系のものが多く見られる。
日頃から付近住民の憩いの場として利用されているが、花菖蒲鑑賞のために遠方からも多くの見学者が訪れている。特に花菖蒲一番の見頃とされる6月頃には観光地並みの賑わいを見せ、公園入口には屋台が並ぶこともある。
また、花菖蒲の他にも紫陽花やポピー、初秋には彼岸花や萩の花が彩りを添えている。

## 交通
- 東武東上線鶴瀬駅東口から徒歩約16分。またはみずほ台駅東口から富士見市内循環バス「市役所行き」に乗車し「健康増進センター」下車。
- 関越自動車道所沢インターチェンジから約6.5 km。無料駐車場完備（22台、内2台は障害者用）。